# Italia en los Juegos Paralímpicos de Toronto 1976
Italia estuvo representada en los Juegos Paralímpicos de Toronto 1976 por un total de 24 deportistas, 22 hombres y dos mujeres.

## Medallistas
El equipo paralímpico italiano obtuvo las siguientes medallas:
| Nombre                                                    | Deporte                    | Evento                              |
| --------------------------------------------------------- | -------------------------- | ----------------------------------- |
| Oro                                                       |                            |                                     |
| Lina Franzese                                             | Atletismo                  | 100 m F femenino                    |
| Lina Franzese                                             | Atletismo                  | 1500 m F1 femenino                  |
| Plata                                                     |                            |                                     |
| Carmelo Addaris                                           | Atletismo                  | 60 m 1B masculino                   |
| Carmelo Addaris                                           | Atletismo                  | Eslalon 1B masculino                |
| Carlo Jannucci                                            | Atletismo                  | 400 m 2 masculino                   |
| Vittorio Loi                                              | Esgrima en silla de ruedas | Florete individual 2-3 masculino    |
| Dario Bandinelli                                          | Natación                   | 25 m libre 1B masculino             |
| Bronce                                                    |                            |                                     |
| Rosa Sicari                                               | Atletismo                  | 60 m 1B femenino                    |
| Rosa Sicari                                               | Atletismo                  | Eslalon 1B femenino                 |
| Carlo Jannucci                                            | Atletismo                  | 200 m 2 masculino                   |
| Carlo Jannucci                                            | Atletismo                  | Eslalon 2 masculino                 |
| Giuseppe Trieste                                          | Atletismo                  | 400 m 2 masculino                   |
| Giuliano Koten                                            | Esgrima en silla de ruedas | Espada individual 2-3 masculino     |
| Giovanni Ferraris Giuliano Koten Vittorio Loi             | Esgrima en silla de ruedas | Florete por equipos novel masculino |
| Giuliano Koten Vittorio Loi Roberto Marson Oliver Venturi | Esgrima en silla de ruedas | Espada por equipos 2-5 masculino    |
| Dario Bandinelli                                          | Natación                   | 25 m braza 1B masculino             |
| Rosa Sicari                                               | Natación                   | 25 m libre 1B femenino              |
| Rosa Sicari                                               | Tenis de mesa              | Individual 1B femenino              |